# 아마드 디알로
아마드 디알로(프랑스어: Amad Diallo, 2002년 7월 11일 ~ )는 예전 이름 아마드 디알로 트라오레(프랑스어: Amad Diallo Traoré)로 잘 알려져 있는 코트디부아르의 축구 선수로 현재 잉글랜드 프리미어리그의 맨체스터 유나이티드에서 윙어로 뛰고 있다. 2022년 8월 선덜랜드로 임대됐다.

## 구단 경력
2015년부터 2019년까지 아탈란타 BC 유소년팀에서 활동하며 캄피오나토 프리마베라 1 2연속 우승(2018-19, 2019-20), 2019년 프리마베라 슈퍼컵 우승, 2015-16 캄피오나토 조반니시미 나치오날리 우승을 경험했고 이후 2020년 10월 5일 잉글랜드 프리미어리그 맨체스터 유나이티드와 4년반 계약 및 1년 계약 옵션이 포함된 계약 체결을 발표했으며초기 이적료는 약 336억원이었으나 옵션을 포함해 532억원으로 책정되었다.
맨유 입단 후 2020-21 시즌에는 공식전 4경기에 출전하여 2020-21년 UEFA 유로파리그 준우승, 프리미어리그 2020-21 준우승 등을 경험했다.

## 국가대표팀 경력
2021년 3월 18일 니제르, 에티오피아와의 2021년 아프리카 네이션스컵 예선 K조 5·6차전 경기를 앞두고 코트디부아르 성인대표팀에 첫 발탁된 뒤 3월 30일 열린 니제르와의 5차전에서 국제 A매치 데뷔전을 치렀고 같은 해 6월 5일 부르키나파소와의 친선전에서 A매치 데뷔골을 프리킥골로 장식했다.
그 후 7월 3일 2020년 하계 올림픽 본선행이 확정된 코트디부아르 U-23 대표팀에 승선하여 사우디아라비아와의 D조 조별리그 1차전에서 올림픽 데뷔전을 치렀고 팀은 1승 2무·조 2위로 2008년 이후 12년만에 올림픽 축구 8강에 진출했다.

## 사생활
디알로는 2020년 12월에 이탈리아 여권을 받았다.
2020년 7월 11일, 18번째 생일 당일, 아마드는 인스타그램 이름을 "아마드 트라오레"에서 "아마드 디알로"로 변경했으며, 캡션에는 "더 이상 나를 트라오레라고 부르지 마세요"라고 적혀 있었다. 2020년 9월, 그의 이름은 법적으로 아마드 디알로로 변경되었다.